# Loletta Lee
Loletta Lee, de son vrai nom Lee Lai-chun (李麗珍, née le 8 janvier 1966), aujourd'hui aussi connue sous le nom de Rachel Lee, est une actrice hongkongaise connue pour ses nombreux rôles dans des films de Catégorie III (interdits aux moins de 18 ans).

## Biographie
Elle débute au cinéma dans les années 1980 en faisant beaucoup de petits rôles. Son premier rôle principal est dans Devoted to You. Après l'école primaire, elle continue de jouer les jeunes adolescentes jusqu'en 1990. Au début des années 1990, elle joue activement dans de nombreuses comédies érotiques comme Sex and Zen 2 ou  Crazy Love (en). En raison de son âge, on ne la trouve aujourd'hui que dans le cinéma tout public. Sa prestation dans Ordinary Heroes lui vaut le Golden Horse Award de la meilleure actrice en 1999. 
Dans une interview pour FHM, elle révèle que ses parents sont des Indonésiens hakkas originaires du comté de Mei.

## Filmographie partielle
- Shanghai Blues (1984)
- Merry Christmas (1984)
- Everlasting Love (1984)
- Happy Ghost (1984)
- My Family (1986)
- It's a Mad, Mad, Mad World (1987)
- Final Victory (1987)
- You OK, I'm OK (1987)
- Bless this House (1988)
- It's a Mad, Mad, Mad World 2 (1988)
- Mr. Vampire 4 (1988)
- It's a Mad, Mad, Mad World 3 (1989)
- Happy Ghost 4 (1990)
- The Dragon From Russia (1990)
- Saga of the Phoenix (1990)
- Off Track (1991)
- The Banquet (1991)
- Shanghai 1920 (1991)
- The Musical Vampire (1992)
- All's Well, Ends Well (1992)
- It's a Mad, Mad, Mad World Too (1992)
- The Greed of Man (1993) (série sur TVB)
- Pink Bomb (1993)
- Legend of the Liquid Sword (1993)
- Angel Of The Road (1993)
- Crazy Love (1993)
- Girls Unbutton (1994)
- Tricky Business (1995) (scénario)
- Sex and Zen 2 (1996)
- Once Upon a Time in Triad Society (1996)
- Bloody Friday (1996)
- Those were the Days (1996)
- Ordinary Heroes (1999)
- War of the Genders (2000)
- Killing End (2001)
- Chinese Paladin (2004)
- A Wondrous Bet (2005)
- Red River (2009)
- Magic to Win (2011)
- Never Dance Alone (2014) (série TV)
- Invincible Dragon (2019)
- Find Your Voice (2019)
- Zuk seoi piu lau (2021)